# Calvisano
Calvisano là một đô thị trong tỉnh tỉnh Brescia thuộc vùng Lombardia, Ý. Đô thị này có diện tích 45 kilômét vuông, dân số 7906 người. Các đô thị giáp ranh gồm: Acquafredda, Carpenedolo, Ghedi, Isorella, Montichiari, Visano